# شهاب رزاق فرحان
شهاب رزاق فرحان لاعب وسط عراقي من مواليد (1995) في محافظة بابل وسط العراق مثل العديد من الاندية العراقية ابرزها نادي القوة الجوية.
حاليا يلعب لصالح نادي الكرمة.
مثل المنتخب الوطني العراقي لكرة القدم في مباراتين أمام منتخب عمان لكرة القدم بتاريخ 23 سبتمبر 2022 في مدينة عمان الأردنية وانتهت بفوز عمان بركلات الترجيح 4-3 بعد انتهاء الوقت الأصلي بالتعادل بهدف واحد، وكذلك في مباراة أمام منتخب الإكوادور لكرة القدم بتاريخ 12 تشرين الثاني 2022 وقد أقيمت في مدريد وانتهت بالتعادل بلا أهداف.

## الفرق
| الموسم    | الفريق                |
| --------- | --------------------- |
| 2016-2015 | كربلاء (العراق)       |
| 2016-2017 | الحسين (لعراق)        |
| 2017-2018 | القوة الجوية (العراق) |
| 2018-2019 | الكرخ (العراق)        |
| 2019-2020 | الحدود (العراق)       |
| 2020-2023 | الكرخ (العراق)        |
| 2023-2024 | القوة الجوية (العراق) |
| 2024-     | الكرمة (العراق)       |